# A Dal
A Dal (ungarische Bedeutung: „das Lied“ oder „der Song“) ist eine ungarische Musiksendung, die von Duna Média veranstaltet wird. Seit 2012 diente sie als die ungarische Vorentscheidung für den Eurovision Song Contest, ehe Ende Oktober 2019 bekannt wurde, dass die Sendung nun für die ungarische Musikszene genutzt wird und nicht mehr als Vorentscheidung diene.

## Geschichte
Nachdem Ungarn 2011 nach einjähriger Pause zum Song Contest zurückgekehrt war, wurden Vertreter und Interpret intern ausgewählt. Ab 2012 sollte wieder eine nationale Vorentscheidung stattfinden, so dass die Sendung A Dal entsprechend für den Wettbewerb entwickelt wurde. Seit 2012 diente die Sendung als Vorentscheidung, ab 2020 ist es eine Musiksendung für sich. So haben sich über die Jahre drei verschiedene Formate für die Sendung gebildet.

## Format

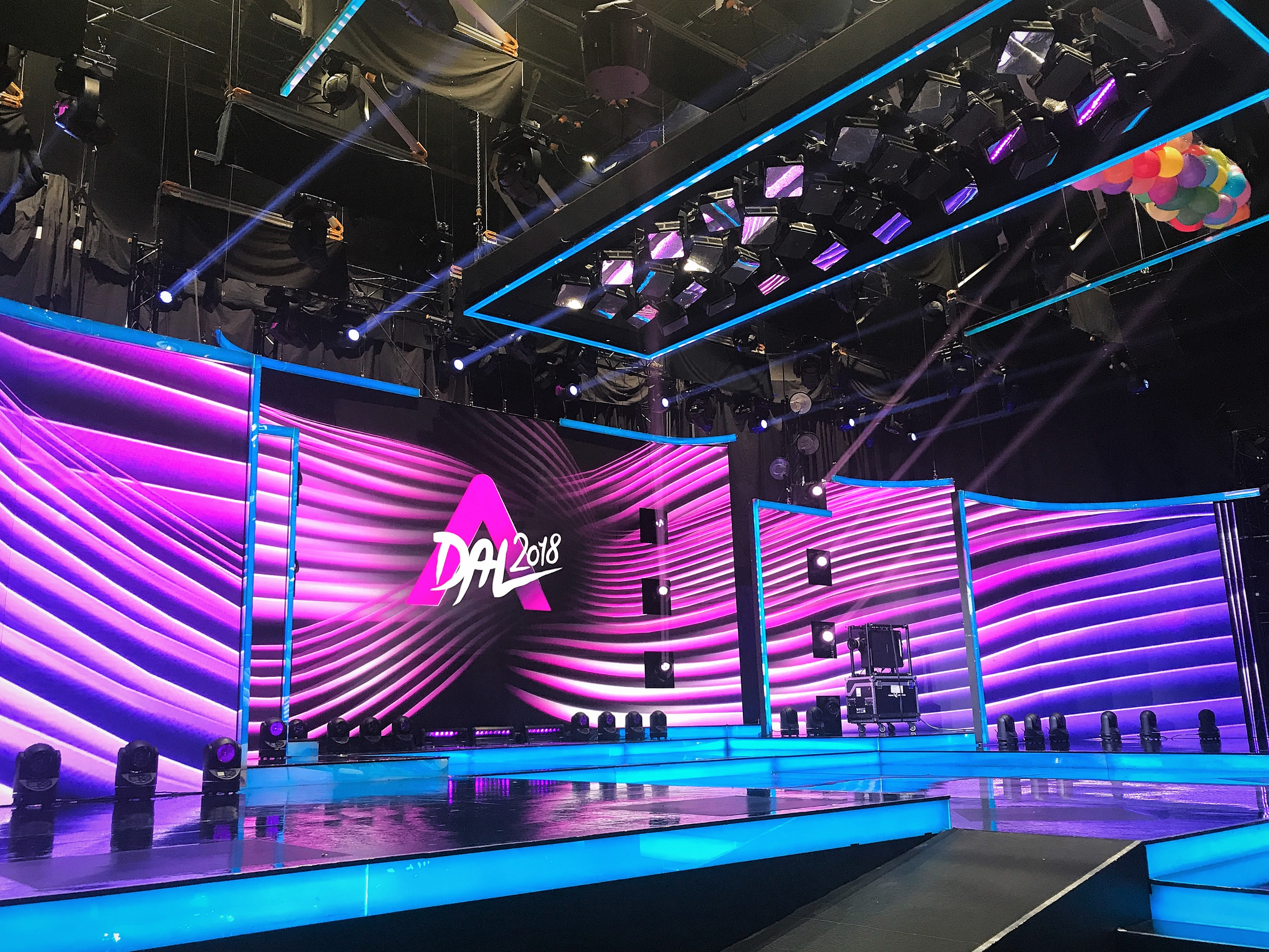
Das A Dal Studio (hier 2018)

Bisher fand A Dal unter drei verschiedenen Formaten statt. Dabei fand A Dal immer in einem Fernsehstudio statt, seit 2014 nutzt A Dal allerdings das gleiche Studio und jedes Jahr den gleichen Bühnenaufbau.

### 2012
2012 fand die erste Ausgabe von A Dal mit lediglich 20 Teilnehmern statt. Es gab zwei Halbfinale mit je zehn Teilnehmern, wovon sich je fünf für das Finale qualifizierten. Vier davon wurden von einer vierköpfigen Expertenjury bestimmt, der fünfte Qualifikant hingegen wurde vom Televoting bestimmt. Im Finale traten somit zehn Interpreten gegeneinander an, wobei es zwei Abstimmungsrunden gab. In der ersten Runde bestimmte das Televoting vier Teilnehmer für ein Superfinale. Im Superfinale kürte dann alleinig die Jury den Sieger.

### 2013 und 2014
2013 wurde das Format dann erweitert. So gab es nun 30 Teilnehmer, wovon je zehn auf drei Vorrunden (Heats) mit zwei Abstimmungsrunden verteilt wurden. Dort vergab dann eine vierköpfige Expertenjury 0 bis 10 Punkte pro Auftritt. Die drei Teilnehmer mit den höchsten Jurypunktzahlen qualifizierten sich für das Halbfinale. Drei weitere Halbfinalisten wurden in einer zweiten Abstimmungsrunde bestimmt, wo sich die verbleibenden sieben Teilnehmer dem Televoting stellten. Dieses bestimmt dann die drei weiteren Halbfinalisten. So erreichten insgesamt 18 Teilnehmer die Halbfinale, so dass je neun Teilnehmer pro Halbfinale auftraten. Dort griff dann das gleiche System aus den Vorrunden. Die zwei Interpreten mit den höchsten Jurypunktzahlen qualifizierten sich für das Finale, die verbleibenden sieben Teilnehmer stellten sich in einer zweiten Abstimmungsrunde dem Televoting. Das Televoting bestimmte dann zwei weitere Finalisten. So traten dann acht Teilnehmer im Finale gegeneinander an. Im Gegensatz zum Vorjahr, bestimmte die Expertenjury in der ersten Runde die vier Finalisten für das Superfinale. Dort entschied dann das Televoting aus vier Interpreten den Sieger.

### Seit 2015
2015 wurde das System dann leicht abgewandelt. Es gibt weiterhin drei Vorrunden, zwei Halbfinale und ein Finale. Zehn Beiträge werden demnach weiterhin in jeder Vorrunde präsentiert. Von nun an entscheidet in einer ersten Abstimmungsrunde ein Mix aus Jury- und Televoting vier Halbfinalisten. Der fünfte Halbfinalist wird in einer zweiten Abstimmungsrunde aus den verbleibenden sechs Teilnehmern ausschließlich vom Televoting ermittelt. So treten im Halbfinale erneut je neun Teilnehmer gegeneinander an. Auch hier greift das neue System. In einer ersten Abstimmungsrunde bestimmen Jury und Publikum drei Finalisten, der vierte Finalist wird in einer zweiten Runde vom Televoting bestimmt. Im Finale ist das System im Vergleich zu 2013 und 2014 allerdings gleich geblieben. So treten weiterhin acht Teilnehmer gegeneinander an, wobei lediglich die Jury vier Interpreten für das Superfinale bestimmt. Im Superfinale entscheidet dann weiterhin das Televoting den Sieger.

## Erfolg beim Eurovision Song Contest
Die Sendung als Vorentscheidung war als erfolgreich anzusehen. Mit ihr erreichte Ungarn von 2012 bis 2018 stets ununterbrochen das Finale und schied mit ihr nur ein Mal (2019) aus. Außerdem belegte Ungarn mit A Dal nie den letzten Platz. Hinzu kommen drei Platzierungen unter den besten Zehn, wobei 2014 sogar mit Platz 5 das zweitbeste Ergebnis in Ungarn ESC-Geschichte erreicht werden konnte.

## Jury

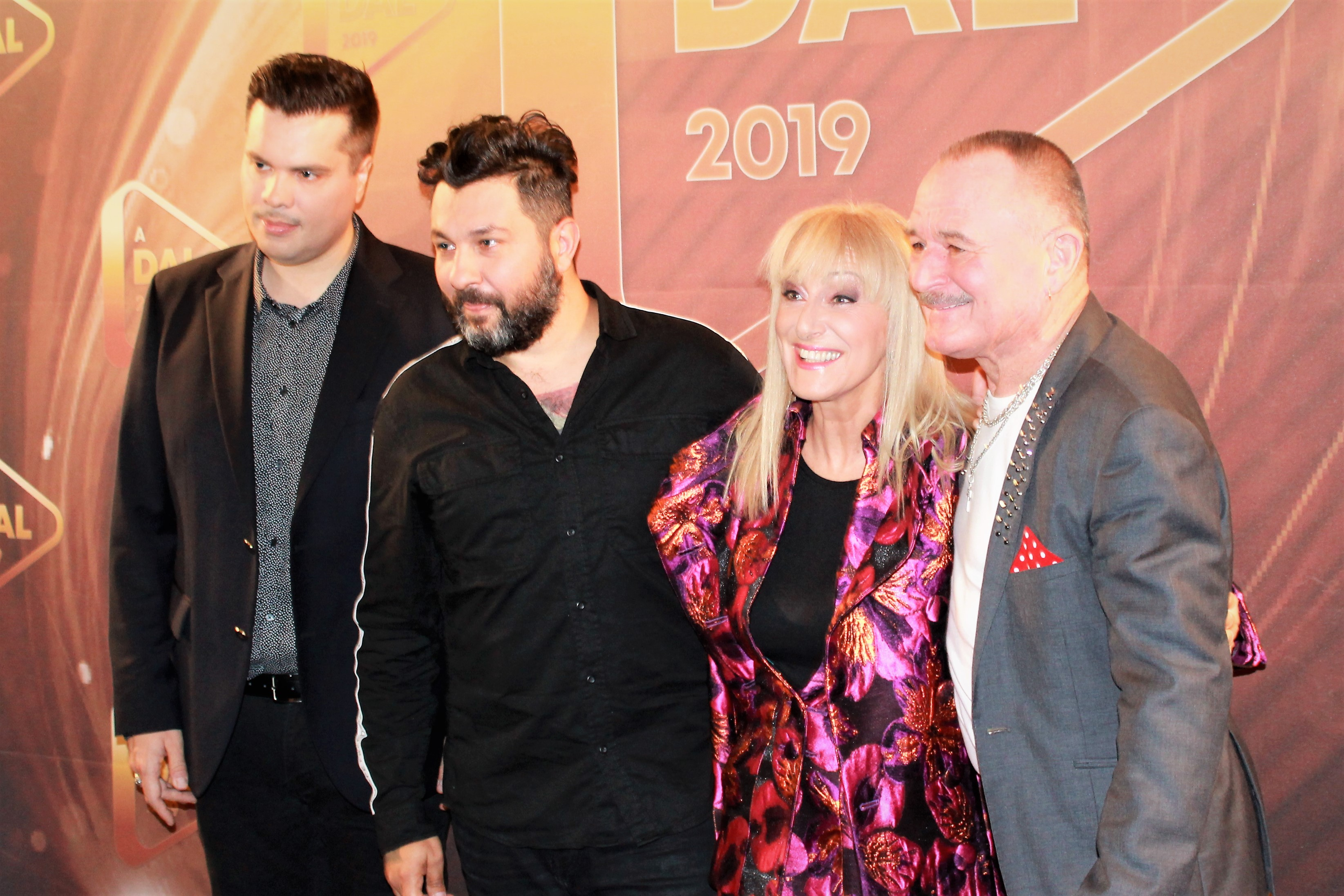
Die A Dal-Jury 2019

Jedes Jahr gibt es bei A Dal eine Expertenjury. Außer 2013, wo die Jury aus fünf Personen bestand, sind stets vier Juroren Teil dieser. Folgende Juroren saßen über die Jahre in der Jury:
| Jahr | Juroren      | Juroren          | Juroren          | Juroren     | Juroren     |
| ---- | ------------ | ---------------- | ---------------- | ----------- | ----------- |
| 2012 | Philip Rákay | Jenő Csiszár     | Viktor Rakonczai | Kati Wolf   |             |
| 2013 | Philip Rákay | Jenő Csiszár     | Viktor Rakonczai | Magdi Rúzsa | Csaba Walkó |
| 2014 | Philip Rákay | Jenő Csiszár     | Kati Kovács      | Magdi Rúzsa |             |
| 2015 | Philip Rákay | Jenő Csiszár     | Pierrot          | Magdi Rúzsa |             |
| 2016 | Miklós Both  | Károly Frenreisz | Pierrot          | Zséda       |             |
| 2017 | Miklós Both  | Károly Frenreisz | Caramel          | Zséda       |             |
| 2018 | Miklós Both  | Károly Frenreisz | Judit Schell     | Mihály Mező |             |
| 2019 | Miklós Both  | Feró Nagy        | Lilla Vincze     | Mihály Mező |             |

## Moderation

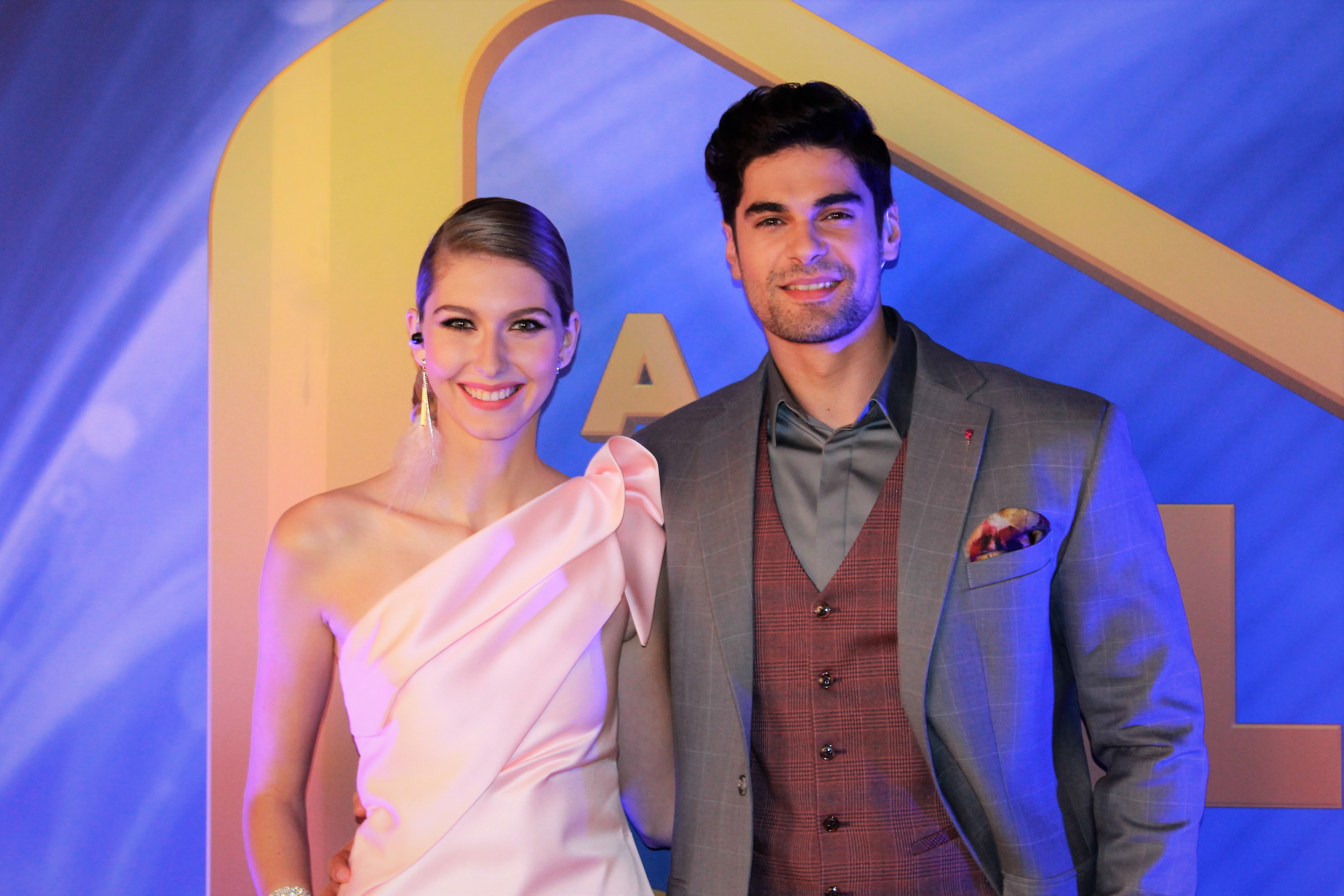
Bogi Dallos und Freddie, Moderatoren von A Dal 2019

Insgesamt neun verschiedene Moderatoren moderierten bereits eine Sendung von A Dal. 2012, 2015, 2016, 2018 und 2019 führte jeweils ein Duo durch die Sendungen. 2013 und 2017 moderierte jeweils ein Trio, während es 2014 vier Moderatoren gab.
| Jahr | Moderatoren         | Moderatoren       | Moderatoren       | Moderatoren       | Moderatoren |
| ---- | ------------------- | ----------------- | ----------------- | ----------------- | ----------- |
| 2012 | Gabor Gundel Takács | Zsóka Kapocs      |                   |                   |             |
| 2013 | Gabor Gundel Takács | Martin Budapest   | Éva Novodomszky   |                   |             |
| 2014 | Gabor Gundel Takács | Levente Harsányi  | Éva Novodomszky   | Krisztina Rátonyi |             |
| 2015 | Csilla Tatár        | Levente Harsányi  |                   |                   |             |
| 2016 | Csilla Tatár        | Levente Harsányi  |                   |                   |             |
| 2017 | Csilla Tatár        | Levente Harsányi  | Krisztina Rátonyi |                   |             |
| 2018 | Freddie             | Krisztina Rátonyi |                   |                   |             |
| 2019 | Freddie             | Bogi Dallos       |                   |                   |             |